# Golfclub Paramaribo
Golfclub Paramaribo is de een golfclub in Suriname op ongeveer 5 kilometer buiten Paramaribo. De golfbaan ligt aan de Indira Gandhiweg). Er is een 9 holes golfbaan met een par van 69. Hij is vrij vlak en heeft volwassen bomen. Hij ligt op een terrein van 18 hectare waaromheen bebouwing staat dus het is onmogelijk om de baan uit te breiden.
De club werd in 1954 opgericht en heeft tussen de 100 en 120 leden. Alleen mensen die al drie jaar in het land wonen mogen lid worden. Zo houdt men het lidmaatschap toegankelijk voor lokale bewoners. In februari 2009 werd de golfschool opgericht. Hij werd enkele maanden later bezocht door de Nederlandse golfprofessional Inder van Weerelt.